# Associação Desportiva Jaruense
L'Associação Desportiva Jaruense, noto anche semplicemente come Jaruense, è una società calcistica brasiliana con sede nella città di Jaru, nello stato della Rondônia.

## Storia
Il club è stato fondato il 7 settembre 1995. Nel 2007, il club ha partecipato al Campeonato Brasileiro Série C, dove è stato eliminato alla prima fase.

## Palmarès

### Competizioni statali
- Campeonato Rondoniense Segunda Divisão: 1

2006